# Château de Freudenberg (Hesse)
Pour les articles homonymes, voir Château de Freudenberg.
Le château de Freudenberg (Schloss Freudenberg en allemand) est situé à Wiesbaden, capitale de la Hesse.
Le château construit en 1904 par l'architecte Paul Schultze-Naumburg se trouve dans un parc. Ses premiers propriétaires furent le peintre James Pitcairn-Knowles (1863-1954) et Marie- Eugénie-Victoria Guérinet (1870-1959). Le couple a vécu dans le château trois ans jusqu'en 1909. Puis ce fut jusqu'en 1984 un total de quatorze propriétaires différents.
Au début de la rénovation du bâtiment en 1994, Emil Hädler, professeur à l'université de Mayence et expert en entretien des bâtiments anciens, formule la rénovation du principe directeur du château aujourd'hui : la guérison par l'art. Le pouvoir de guérison par l'art est devenu un modèle pour d'autres projets.
En outre, de nombreuses conférences, séminaires et autres événements ont lieu au château de Freudenberg à ce sujet.

## Source
- (de) Cet article est partiellement ou en totalité issu de l’article de Wikipédia en allemand intitulé « Schloss Freudenberg » (voir la liste des auteurs).